# Lygodactylus petteri
Lygodactylus petteri — вид геконоподібних ящірок родини геконових (Gekkonidae). Ендемік Мадагаскару. Вид названий на честь французького зоолога Жана-Жака Петтера.

## Поширення і екологія
Lygodactylus petteri мешкають на півночі острова Мадагаскар, зокрема в національному парку Монтань-д'Амбр. Вони живуть у вологих тропічних лісах.